# Маяк Данкерк
Маяк Данкерк (англ. Dunkirk Light), также известный как маяк Пойнт-Гратиот (англ. Point Gratiot Light), — маяк, расположенный в черте города Данкерк, на входе в его гавань, округ Шатокуа, штат Нью-Йорк, США. Построен в 1826 году. Автоматизирован в 1960 году.

## История
В 1820-х годах город Данкерк едва не стал конечным пунктом канала Эри, но в итоге вместо него был выбран город Буффало. Тем не менее, благодаря естественной гавани и расположению на железной дороге вокруг озера Эри, где он был конечной остановкой, Данкерк какое-то время оставался важным портом. Первый маяк (вместе с домом смотрителя) на входе в гавань города на мысе Пойнт-Гратиот был построен в 1826 году. В 1857 году на маяк была установлена линза Френеля. К 1868 году оригинальный маяк и дом смотрителя находились в плохом состоянии: штукатурка обвалилась, крыша протекала, деревянные конструкции прогнили, оба здания медленно разрушались. В марте 1875 года Конгресс США выделил 15 000$ на строительство нового маяка и дома смотрителя. В том же году работы были завершены. Новая квадратная башня маяка была построена из известняка, облицованного кирпичом, и была высотой 18,5 метров. Нижние 2/3 башни были выкрашены в белый цвет. Примыкающий к ней двухэтажный дом смотрителя из красного кирпича была выполнен в викторианском стиле. В 1960 году Береговая охрана США автоматизировала маяк.
В 1979 году маяк был включён в Национальный реестр исторических мест.
В настоящее время маяк, оставаясь в эксплуатации, работает как музей и открыт для посещений. Это один из немногих маяков, на котором оригинальная линза Френеля (1857 года) продолжает использоваться.